# Nostra Signora della Bontà

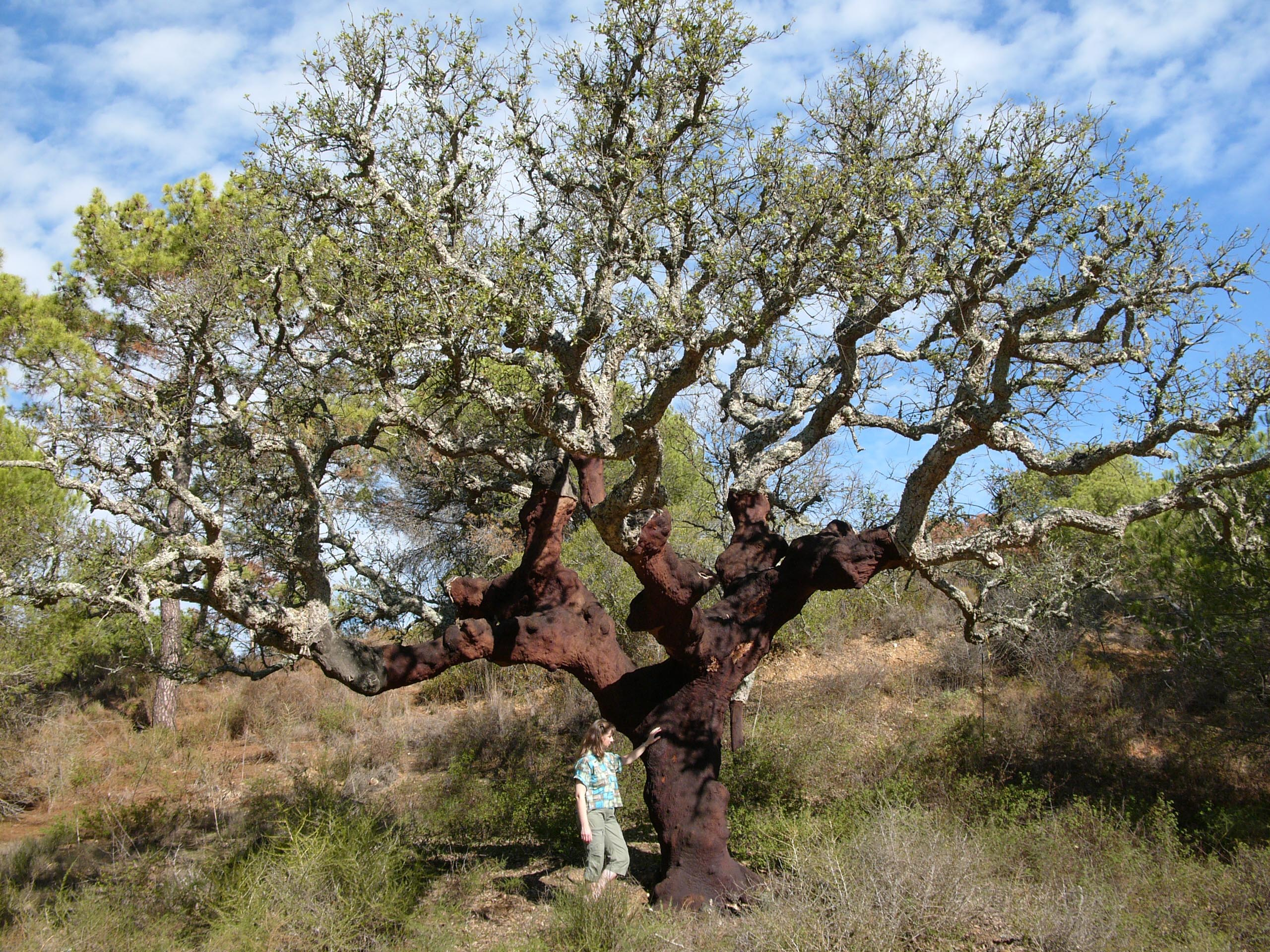
Un albero di sughera dell'Algarve, in Portogallo.

Nostra Signora della Bontà (chiamata anche Vergine della Sughera e Madre della Bontà) è l'appellativo con il quale i cattolici venerano la Madonna, in seguito a un'apparizione che sarebbe avvenuta vicino al piccolo villaggio portoghese di São Marcos da Serra, in Algarve (sud del Portogallo).
Secondo la tradizione, in questo luogo la Vergine Maria sarebbe apparsa a Fernando Pires su un albero di sughera, rivolgendo un appello per la conversione di tutto il mondo.